# Рескупорід I Аспург
Рескупорід I Аспург або Тиберій Юлій Аспург Філоромеос (дав.-гр. Τιβέριος Ἰούλιος Ἀσποῦργoς Φιλορώμαιος; д/н —38) — цар Боспору з 8 року до н. е. до 38 року н. е., засновник Тиберо-Юліянської династії (Аспургів).

## Життєпис
Син Асандроха, вождя племені аспургіан, що мешкало біля Меотійського (Азовського) моря. Ймовірно доводився якимось родичем царю Асандру I та водночас мав родинні зв'язки з Одриськими царями, на що вказує фракійське походження його імені. Тому після невдалого повстання Асандра II (сина Динамії й Асандра I) проти боспорського царя Полемона I у 12 році до н. е., вирішив оголосити свої претензії на трон. В цьому отримав підтримку грецьких поселень півночі Меотіди на чолі із Танаїсом. Боротьба тривала до 8 року до н. е., коли Полемон I загинув.
Рескупорід I задля підтвердження своїх прав на трон поширював міф, що він син Динамії. Водночас намагався заручитися підтримкою римського імператора Октавіана Августа. Втім у 8 році до н. е. був прийнятий усім населенням Боспорського царства як новий володар. Для ще більшого зміцнення становища одружився з представницеб Сапейської династії з Одриського царства та онуці Полемона I — Гепеперідою.
Тривала дипломатична діяльність Рескупоріда Аспурга дала позитивний результат лише у 14 році н. е., коли імператор Август у Римі затвердив того як царя. Того ж року новий імператор Тиберій став патроном Аспурга, надавши права громадянства. З цього моменту Рескупорід став зватися Тиберієм Юлієм.
У 16 році він підпорядкував область племені синдів в азійській частині, що відпала від Боспорського царства, а згодом й м. Горгіппію. Після цього здолав меотські племена тарпетів, торетів, псессів, меотів і танаїтів.
До 23 року Рескупорід I підкорив Скіфське царство і Таврику, де поставив на трон залежного царька Хідосбея, сина Омпсалака, а місто Пантікапей перейменував в Кесарію, ставши його почесним довічним архонтом. Аспург також оголосив себе пожиттєвим архонтом Феодосії, а потім при підтримці римського імператора — протектором м. Херсонеса, незважаючи на протидію останнього. На згадку про свої успіхи побудував в Кесарії-Пантикапеї храм Ареса. Рескупорід I зміцнив і упорядкував м. Тафри, що стали важливою військовою базою царства. Помер у 38 році, заповівши владу сином Мітрідату та Котісу.